# Tell me your Secrets!
Tell me your Secrets! (jap. 青葉くんに聞きたいこと, Aoba-kun ni Kikitai Koto) ist eine Mangaserie von Ema Tōyama, die von 2015 bis 2018 in Japan erschien. Das Werk ist in die Genres Shōjo und Romantik einzuordnen und wurde in mehrere Sprachen übersetzt.

## Inhalt
Die Schülerin Mayo Sakurada ist nicht gut darin mit anderen zu reden, hat eine leise Stimme und ist schüchtern. So schafft sie es auch nicht, ihren Schwarm Kota Aoba anzusprechen. Doch wegen ihrer Schüchternheit wird Mayo von ihrer Tante für deren Zuhör-Agentur engagiert, wo Menschen ihre Sorgen erzählen können und ihnen einfach zugehört wird. Doch Mayos erster Kunde ist Kota Aoba, der Mayo ihrer Verkleidung wegen nicht erkennt. Kota fühlt sich aber unwohl und bricht das Gespräch schnell ab. Als er einige Zeit später wiederkommt, spricht er sich dann doch aus: Obwohl er einer der besten Basketball-Spieler der Schule ist und mit der Schulmannschaft an einem Turnier teilnehmen soll, hasst er den Sport eigentlich und ist unglücklich. Mayo weist ihn daraufhin zurecht und bricht damit die Regeln der Agentur.
Auch wenn sie Kota nun nicht mehr in der Agentur sprechen kann, will sie ihm weiterhin helfen. Denn sie weiß aus eigener Erfahrung, wie befreiend es sein kann, sich über seine Sorgen auszusprechen. Vor einigen Jahren konnte sie all ihre damaligen Probleme mit der Scheidung ihrer Eltern Aoba erzählen und so besser damit fertig werden. So trifft sie sich erneut mit ihm, konfrontiert ihn mit seinen Sorgen und will ihm eine Stütze sein. Doch Aoba will zunächst nicht weiter darüber reden, warum er Basketball hasst. Daher wird Mayo Managerin des Basketball-Team, um so mehr über seine Probleme zu erfahren und ihn dort unterstützen zu können. 

## Veröffentlichung
Die Serie erschien von November 2015 bis Juni 2018 im Magazin Nakayoshi bei Kodansha. Der Verlag brachte die Kapitel auch gesammelt in bisher acht Bänden heraus.
Eine deutsche Übersetzung erschien von Oktober 2018 bis Dezember 2019 bei Egmont Manga mit allen acht Bänden. Kodansha Comics bringt die Serie auf Englisch digital heraus.